# 童心主義
童心主義（どうしんしゅぎ）とは、大正から昭和初期にかけての、児童文学の理念を指す。子供には大人とは異なる価値があり、価値の本質は純真無垢であるとする。
提唱は、「赤い鳥」を主宰した鈴木三重吉。小川未明や北原白秋も合流し、童心は大人の中にも見出せると主張した。「金の船」（後の「金の星」）、「童話」、「おとぎの世界」など児童雑誌が次々と創刊され、それらを舞台に「童心文学」が開花し、童話や童謡が盛んに書かれた。その影響下にあった作文教育が「童心主義綴り方」と称され、教育界にも影響を与えた。
童心主義という名称は大正期から呼ばれていたわけではなく、命名者は昭和初期のプロレタリア児童文学作家・評論家の槙本楠郎で、子供の階級性を無視してきた大正期の児童観を批判する目的で提唱された。